# Tao (región histórica)

Mapa con la región histórica de Tao en verde.

Tao (en georgiano: ტაო) fue una región georgiana, hoy en día situada en el territorio de la Turquía moderna. 
Su nombre deriva de Taochi, una antigua tribu georgina que poblaba la zona originalmente. En la Edad Media,  fue sede de varios estados georgianos bajo gobierno de la dinastía Bagrationi entre los siglos VIII y XVI. Entre ellos destacó especialmente el Reino de los kartvelianos, que jugó un papel importante en la creación de un estado georgiano unificado. Tras ello, la región fue conquistada por el Imperio Otomano.